# Callidium syriacum
Callidium syriacum är en skalbaggsart som beskrevs av Maurice Pic 1892. Callidium syriacum ingår i släktet Callidium och familjen långhorningar. Inga underarter finns listade.